# Cannock
Cannock è una città di 63 054 abitanti, situata nella contea dello Staffordshire in Inghilterra.

## Storia
Cannock ha origini antiche. Viene citato nel Domesday Book del 1086. Viene chiamato Chnoc nel 1130, Cnot nel 1156, Canot nel 1157 e Canoc nel 1198. Il nome Cannock probabilmente deriva dall'inglese antico cnocc, che significa collina. Il nome potrebbe riferirsi alla Shoal Hill, una collina a nord-ovest della città.
Cannock è rimasto un piccolo centro rurale, fino a quando nel XIX secolo aumentò notevolmente l'attività mineraria. L'area crebbe rapidamente, con industrie minerarie che si stabilirono nella zona a causa della vicinanza alla Black Country ed alle riserve di carbone. La popolazione di Cannock continuò a crescere costantemente nel XX secolo, con un leggero calo a seguito del censimento del 1981. L'ultima miniera di carbone chiusa nella città fu Mid Cannock nel 1967, e l'ultima miniera chiusa nel distretto di Cannock Chase fu Littleton, ad Huntington, nel 1993.
Una casa conosciuta come The Green, risalente al 1730 e che era l'abitazione di Sir Robert Fisher, 4° baronetto, divenne la sede del Cannock Urban District Council nel 1927. Fu convertita in uffici negli anni '80, inizialmente per il Cannock Chase Technical College ma, nel 2016, fu ristrutturata per uso privato.
Nelle vicinanze si trova il cimitero di guerra tedesco di Cannock Chase, contenente 4.885 caduti militari tedeschi della prima e della seconda guerra mondiale. È gestito dalla Commonwealth War Graves Commission.

## Geografia

### Geografia fisica
La città di Cannock è situata su un pendio esposto a sud-ovest, che scende dal punto più alto di Cannock Chase (244 m) alla fortezza medievale di Castle Ring, fino a circa 148 m nel centro città e 111 m a Wedges Mills. I terreno è leggero, il sottosuolo è ghiaioso e argilloso ed ha ampie riserve di carbone.

### Geografia antropica
Cannock si trova a circa 30 km da Birmingham, a 110 km da Manchester ed a 210 km da Londra. Dista intorno a 15 km da città come Stafford, Lichfield, Walsall, Willenhall e Wolverhampton, però è vicina ai villaggi di Burntwood, Penkridge, Bloxwich, Brownhills e Rugeley.

## Trasporti

### Strade
Cannock è situata vicino alla Motorway M6, alla M6 Toll e alla M54. Le strade principali sono la A5 road e la A34 road.

### Ferrovia

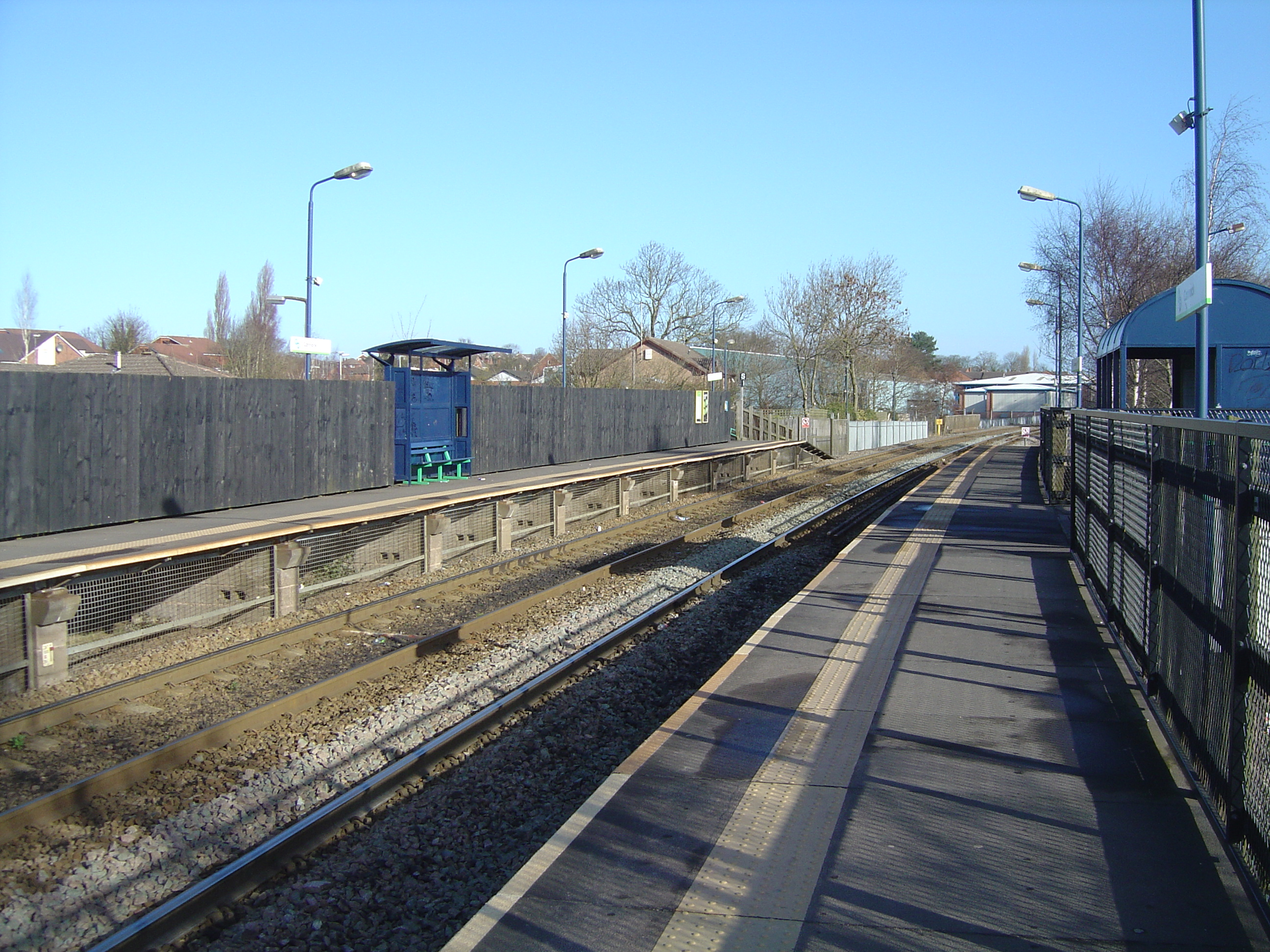
La stazione di Cannock nel 2009

La stazione di Cannock venne originariamente aperta nel 1858 dalla South Staffordshire Railway. Venne chiusa nel 1965 con i tagli di Beeching, ma venne ricostruita e riaperta nel 1989. La stazione fa parte della Chase Line, linea gestita dalla West Midlands Trains. La linea venne elettrificata nel 2013, ma i lavori si conclusero nel maggio del 2019.

### Autobus
I servizi di autobus a Cannock sono principalmente gestiti dalla D&G Bus di Stoke-on-Trent. Fino al 2020 la maggior parte delle operazioni erano gestite dalla Arriva Midlands, ma  in quell'anno vendette il deposito di Cannock alla D&G Bus.

## Amministrazione

### Gemellaggi
- Datteln, dal 1971[12]